# Terrence Jennings
Terrence Jennings (ur. 28 lipca 1986 w Alexandrii) – amerykański zawodnik taekwondo, brązowy medalista olimpijski.
Brązowy medalista igrzysk olimpijskich w Londynie w 2012 roku w kategorii do 68 kg. 
Jest brązowym medalistą igrzysk panamerykańskich w 2011 roku w kategorii do 68 kg.